# Dolmen von Korsør

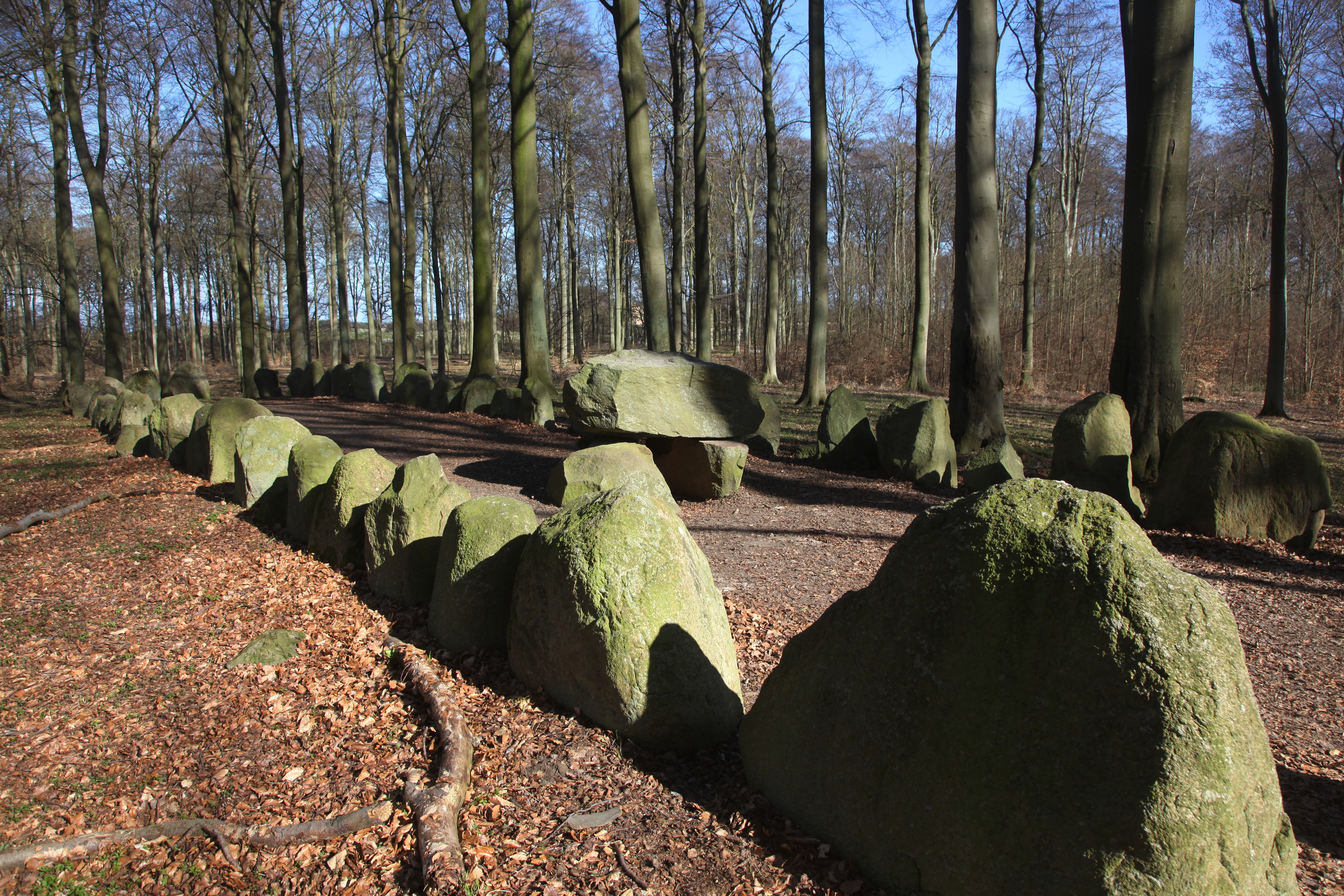
Langdysse – Langdolmen

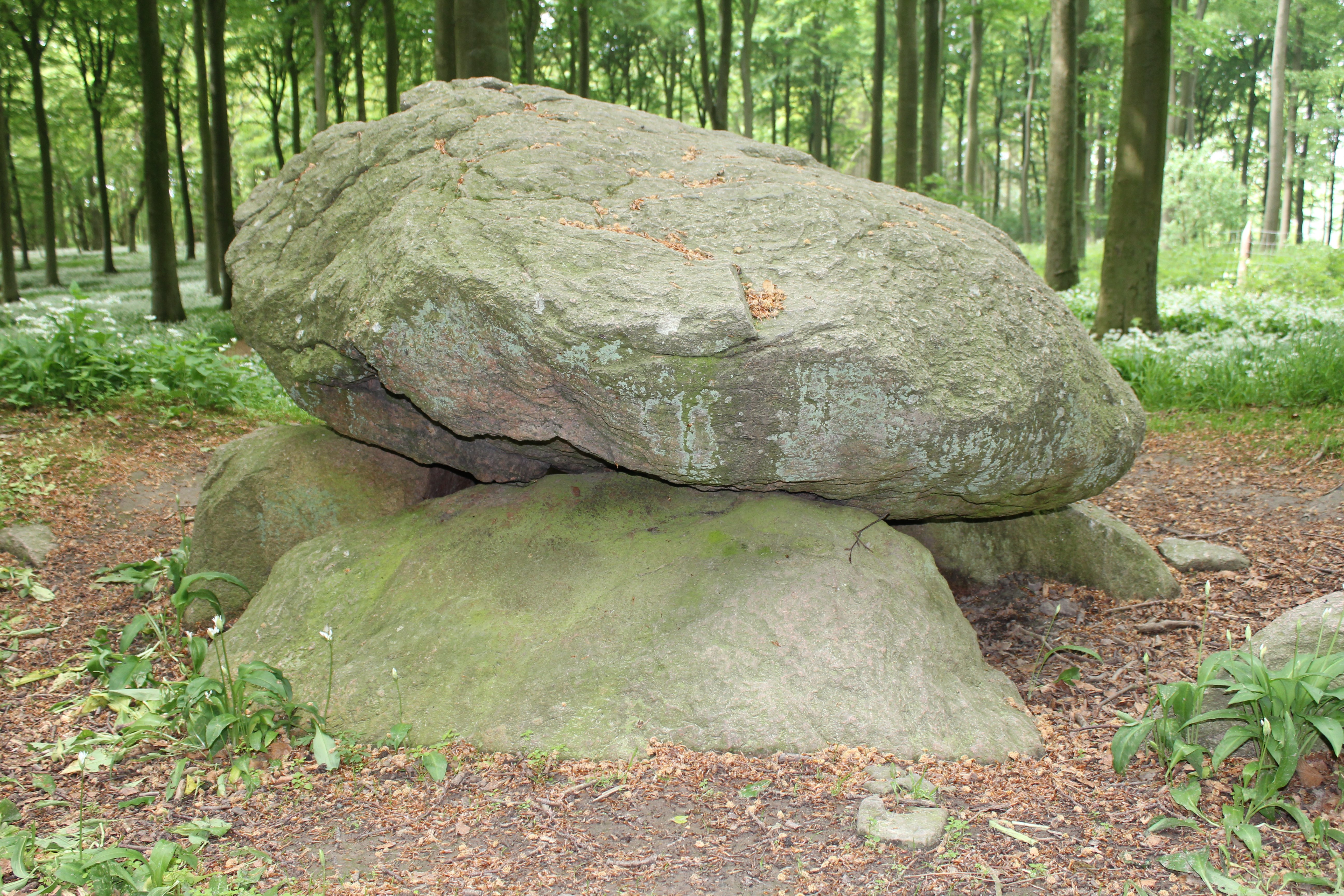
Runddysse – Runddolmen

Die Dolmen von Korsør liegen im langgestreckten, küstennahen Lystskov (Wald) südöstlich von Korsør auf der dänischen Insel Seeland. Sie stammen aus der Jungsteinzeit 3500–2800 v. Chr. und sind Megalithanlagen der Trichterbecherkultur (TBK).
Der Langdysse (auch Afd.29 genannt) ist etwa 40,0 m lang und 7,0 m breit. Das Hünenbett wird von 47 erhaltenen Randsteinen eingefasst (etwa 20 fehlen). etwas dezentral gelegen ist eine 1,6 m hohe Kammer erkennbaren Typs, bestehend aus drei erhaltenen Tragsteinen und einem Deckstein. Dieser trägt deutliche Spuren eines Sprengversuchs. 
180 m südwestlich befindet sich ein Runddysse. Der trapezoide Urdolmen besteht aus drei Tragsteinen und dem Deckstein. Von zwei weiteren Steinen vor dem Zugang ist unklar ob sie zu einem Gang gehören.